# 電撃コラボレーション MW学園
電撃コラボレーション企画 MW学園（でんげきコラボレーション NWがくえん）は2005年3月に発刊された『電撃hp SPECIAL 2005 SPRING』に掲載された特別企画である。
壁井ユカコ、渡瀬草一郎、三上延、佐藤ケイ、柴村仁、有沢まみず、鎌池和馬、成田良悟ら8人の電撃作家陣と、イラストレーター、漫画家として参加した片瀬優を加えたの計9人が、廃校が決まった高校『マザー・ホワイト学園』、通称『MW学園』の最期の卒業式を舞台に起こった9つの事件を描いている。
ページ数はA4サイズ中三段で書かれており、1冊分以上のボリュームを誇るのだが、複数の著者によるコラボレーション企画であるため、文庫本化には未だ至ってはいない（2009年3月現在）。また、企画が掲載された『電撃hp SPECIAL 2005 SPRING』も、月刊誌のコミック「電撃大王」の増刊として発売されたため、書籍としてではなく雑誌として分類される。このためバックナンバーそのものが存在せず、入手は困難となっている。

## ハルカワくんと人体模型
著：壁井ユカコ

### 登場人物
ハルカワ（春川）
MW学園内でただ一人、人体模型たちが喋ったり動いたりすることを知っていながら、付き合うことのできる男子生徒。学年は2年生。「カナミさん」という年上の大学生彼女がいる。裸眼では何も見えないほど視力が低く、普段はコンタクトレンズを装着している。MW学園廃校後は別の高校に通うことが決まっている。
人体模型
一見、 理科準備室に陳列してあるどこの学校にでもある人体模型。実は喋ったり、自らの意思で動くことができる曰く付きの人形である。どうやら神隠しにあった少女の霊が人体模型の体に取り憑いてしまったためらしい。ハルカワとは彼が入学時してきたときからの知り合いであり、2年間に渡って彼の成長を身近に感じてきた。そのためか、ハルカワを弟のように捉えている。腕やパーツがポロポロ取れてしまうのがひそかな悩み。
ホルマリン漬けのカエル
理科準備室の戸棚に置かれているカエルのはく製。人体模型同様、なぜか喋ることのできる実験器具の一つ（一人?）。人体模型と同様、神隠しにあった人の魂がカエルのはく製に取り憑いてしまっている。理科準備室の実験器具の中では（実験器具に取り憑いてしまった人の魂？としては）最長老にあたる。
カナミさん
色白な肌の年上の女性。ハルカワの彼女である。

## カガミの向こう
著：渡瀬草一郎

### あらすじ
卒業式が終了した後、放送委員の陣内耕司は体育館で一人ぼんやりと考え事をしていた。同じ放送委員で幼馴染の山之内咲乃に放送委員の神城先輩が事ありげに話しかけていたからだ。そして気がついたときには、耕司は鏡の世界に閉じ込められ、仮面をかぶった幽霊に命を狙われていた。

### 登場人物
陣内耕司（じんないこうじ）
これといった取り柄が無い高校2年生。放送委員を勤めており、卒業式では咲乃と共に音響係りを務めた。咲乃とは幼馴染の間柄。卒業式終了後にとあることから鏡の世界に閉じ込められてしまう。
山之内咲乃（やまのうちさくの）
放送委員長を務める。高校2年生。顔・スタイル・性格共に良く（耕司の贔屓目が入っているものの）、MW学園でも五本の指に入るほどである美人なのだが、度を過ぎる超常現象の類が大好きなオカルト趣味のため、変人扱いされている。合唱部にも所属しているが、本当はオカルト研究会を設立しようとしていたらしい。
神城（かみしろ）
3年生。元放送委員長。女性陣に人気がある。卒業式の日に人体模型に告白されるという珍体験に遭遇してしまう。
女の幽霊

法師

## M/W・二枚のメダル
著：三上延

### 登場人物
脇坂雅彦（わきさかまさひこ）

渡井まりん（わたらいまりん）

友部

## MW学園の崩壊
著：佐藤ケイ

### 登場人物
桑原希美（くわばらのぞみ）

青木拓也（あおきたくや）

堂本杏奈（どうもとあんな）

千原智明（ちはらともあき）

馬場秀樹（ばばひでき）

## スケッチブック
著：片瀬優

### 登場人物
後輩
　
宮川佳乃（みやかわかの）

滝川（たきかわ）

## 天使は飛行船の夢を見るか？
著：柴村仁

### 登場人物
主人公

≪天使≫

神父の先生

篠田（しのだ）

## NICE GAY
著：有沢まみず

### 登場人物
平時（ひらとき）

伊南新太郎（いなみしんたろう）

佐原礼一（さはられいいち）

本条（ほんじょう）

黒田節子（くろだせつこ）

## 謎のその先に
著：鎌池和馬

### あらすじ
卒業式を終えた放課後、野原光一は幼馴染の一条向日葵と出会う。どうやら体育倉庫の中にあるどこかの金庫には、MW学園が廃校になった本当の理由が隠されているという。向日葵に無理矢理手を引かれ、野原は噂の真相を確かめに探検を始める。

### 登場人物
野原光一（のはらこういち）
MW学園に通う2年の男子生徒。誕生日は3月31日。向日葵とは家が隣の幼馴染。
一条向日葵（いちじょうひまわり）
MW学園の3年5組に通う女子生徒。誕生日は4月2日。野原とは家が隣の幼馴染。髪はゆるくウェーブをかけており、背が高くスタイルが良い。バストサイズは92cmであり、年齢に似つかない色気のある仕草をする。野原に先輩付けで呼ばれる事を嫌う。人に甘えるのが好きな性格。

## 卆形式 〜マヨイガハレルヒ〜
著：成田良悟

### 登場人物
マヨイガ

滝川数馬（たきがわかずま）

女の亡霊

法師

桑原希美（くわばらのぞみ）

## 補足

### MW学園
正式名称「マザー・ホワイト学園」。MW学園はあくまで略称であるのだが、学生・教師問わずほとんどの人がこの略称を使っている。ミッション系学園を前身として十数年前に設立された。

### 七不思議
山之内咲乃が独自に調査したリサーチ結果によると、以下が該当する。
- 「理科室の動く人体模型」
- 「図書室の魔導書」
- 「魂を吸う鏡」と「部室棟裏の地蔵堂に出没する謎の怪僧」
- 「体育倉庫の開かずの金庫」
- 「学校の敷地そのもの」

なお、七不思議と言っておきながらも、5つまでしかないのは、突然の廃校で調査できる時間が無くなってしまってしまったため（事実上の打ち切りである）。

### MW学園仮想ミスコン
もしMW学園でミスコンが行われていた場合、ベスト5内に学生では「山之内咲乃」・「一条向日葵」、教師では「渡井まりん」が枠内に当てはまっていただろうと言われている。あくまで予想であり、MW学園ではミスコンは行われてはいないが。